# سلسلة منافسات دانا وايت (الموسم 5)
بدأ الموسم الخامس من سلسلة منافسات دانا وايت في أغسطس 2021 وسيكون حصريًا في الولايات المتحدة على إي إس بي إن+، وهي حزمة الاشتراك الجديدة المتميزة من إي إس بي إن.